# Desiderio (personaggio)
Desiderio (Desire) è un personaggio immaginario della serie a fumetti Sandman (1988-1996) pubblicata dalla DC Comics. Il personaggio comparve per la prima volta in The Sandman (vol. 2) n. 10 (novembre 1989), e fu creato da Neil Gaiman e Mike Dringenberg.

## Storia di pubblicazione
Desiderio comparve nel secondo numero di Casa di bambola (la seconda raccolta della serie The Sandman). Gaiman affermò di aver tratto ispirazione per il personaggio di Desiderio dai disegni "sexy e androgini" creati dal Patrick Nagel negli anni ottanta, e di Annie Lennox nel 1987 quando era ancora un membro degli Eurythmics. Dringenberg ricordò le differenze che lui e Gaiman ebbero riguardo alle sembianze visive del personaggio. Mentre Gaiman vedeva Desiderio come qualcosa tra Annie Lennox e David Bowie, Dringenberg la vedeva più vicina ai Duran Duran (che lui descrisse come "una specie di insulsi a due dimensioni"). Dringenberg citò che la sua ispirazione venne anche dalla sua fidanzata di allora, rendendo il personaggio così simile a lei ma con i capelli molto più corti. Dringenberg sottolineò le differenze primarie tra le loro visioni per Desiderio, poiché la visione di Gaiman era essenzialmente senza sesso e insoddisfacente. Dringenberg, d'altro canto, lo vedeva come un essere omni-sessuale e perennemente tentatore. Secondo Dringenberg, la sua visione vedeva Desiderio con il seno e un rigonfiamento tra le gambe, mentre Gaiman non voleva niente di tutto ciò. Gaiman si accordò con la visione di Dringenberg spiegando che Desiderio era da rendere sia maschio che femmina, perché il personaggio rappresentava tutto ciò che qualcuno poteva desiderare. Aggiunse anche che Desiderio era sia maschio che femmina (o né maschio né femmina) fornendo una simmetria alla famiglia degli Eterni: tre maschi (Destino, Sogno e Distruzione), tre femmine (Morte, Disperazione e Delirio), e Desiderio.
A Todd Klein fu chiesto di sviluppare uno stile di scrittura unica per molti dei personaggi presenti nella serie The Sandman. Quando disegnò il carattere tipografico utilizzato per il modo di parlare di Desiderio, rese le lettere in stile poster e annunci Art Nouveau con le visioni di Patrick Nagel.
Quando Desiderio fu introdotta per la prima volta in The Dolls House, fu mostrata all'interno della Soglia: una gigantesca replica in carne e sangue di sé che lei proclamò casa sua. Gaiman ammise di aver rubato il nome della soglia da una storia pianificata da Clive Barker che Gaiman invece stava per introdurre come personaggio. Gli piacque il nome perché Treshold conteneva la parola hold, significato di casa o fortezza. L'idea che Desiderio vivesse nel proprio corpo venne fuori dalla decisione di Gaiman che il desiderio vivesse sotto la pelle. La conclusione di The Doll's House culminò in un confronto tra Sogno e Desiderio. Il lettore venne a conoscenza che Desiderio stuprò Unity Kinkaid come parte di un complotto per irretire suo fratello Sogno. Nel corso di un'intervista, Hy Bender chiese a Gaiman perché il fatto che Desiderio dormisse con una donna mortale non era contro le regole della continuità DC affermando che agli Eterni non era concesso di accoppiarsi con loro. Gaiman lo corresse sottolineando che la regola era che gli Eterni non potevano amare i mortali, e che lo stupro era qualcosa del tutto diverso. Andò avanti affermando che questi dispositivi della trama aiutarono a creare il conflitto tra Sogno e Desiderio che si estese nella serie. Bender chiese anche a proposito della comparsa di Desiderio come antagonista in The Sandman. Gaiman spiegò che il ruolo di Desiderio come "cattivo" era dovuto al suo conflitto personale con Sogno. Dato che Sogno era il protagonista della serie, Desiderio fu imbrogliata. Continuò dicendo che se avesse mai scritto Desire Comics, i lettori avrebbero visto Sogno in un ruolo più antagonistico.
Le comparse di Desiderio sono largamente relegate alla serie The Sandman e ai relativi lavori. Desiderio ebbe anche un cameo in Winter's Edge n. 1 e n. 3, un fumetto da vacanza pubblicato dalla Vertigo.

## Biografia del personaggio
Desiderio è il terzo Eterno più giovane e il gemello di Disperazione. È una figura sorprendentemente bella il cui sesso è mutabile, diventando maschio, femmina, entrambi, o nessuno a seconda della situazione. È chiamato spesso "fratello" dai suoi fratelli, in particolare da Sogno. Desiderio si fonde senza sforzo con qualunque ambiente in cui si trova. Vive nel cuore di una statua di carne e sangue rappresentante sé stesso/a, nota come Soglia. Infatti, il rafforzamento della connessione dei cuori, fa sì che il sigillo di Desiderio nelle gallerie degli altri Eterni sia un cuore di vetro.
Desiderio è descritto come un essere di media altezza, il cui odore ricorda debolmente quello delle pesche estive. Possiede due ombre, una nera e affilata, l'altra traslucida e ondulata. Il suo sorriso è breve e affilato, e la sua pelle è "pallida come il fumo", mentre gli occhi sono "fulvi e taglienti come il vino bianco".
Naturalmente, Desiderio è il più crudele degli Eterni, ma non è da considerare effettivamente cattivo o malvagio, in quanto egli rappresenta, come dice il suo stesso nome il "desiderio" e che esso, spesso è una cosa poco chiara e volubile. Sembra ossessionato dall'interferenza con gli affari dei suoi fratelli maggiori, in particolare di quelli di Sogno. La motivazione non è chiara, ma sembra semplicemente una variante degli scherzi infantili. Desiderio non è esattamente ignaro delle conseguenze delle sue azioni, ma considera queste conseguenze del tutto irrilevanti, una posizione che fa infuriare particolarmente Morpheus e Morte. A volte Desiderio si esibisce in un piccolo concerto con Disperazione e Delirio; la relazione con loro non è chiara, tuttavia, Desiderio è molto più distante dai suoi fratelli di Disperazione e Delirio.
Un'interpretazione più indulgente è che Desiderio semplicemente riflette il desiderio e questa è un'emozione volubile e soggettiva. Dato che il desiderio è l'emozione più infiammante, Desiderio si delizia in particolare nell'istigare coloro che pensano di essere al di là delle emozioni. È, a parte Morte (che, anche allora, deve essere spinta), l'unico degli Eterni che può far notare i fallimenti di Sogno, alcuni di cui, come la condanna di Nada, sono legittimi. Anche Distruzione notò che mentre Desiderio può essere maliziosa, spesso ha ragione. Desiderio è assolutamente convinto che i mortali siano schiavi delle loro volontà, ma Morfeo replica che è l'esatto contrario e che sono gli Eterni, in realtà a essere i servi dei mortali e che quando essi non avranno più bisogno di loro, il loro compito terminerà. Ciò può indicare, una delle rare volte, dove Desiderio possa essersi sbagliato. Desiderio spesso dimentica ciò che gli viene detto, poiché la natura stessa del desiderio è di vivere l'attimo.
Una storia in Endless Nights, ambientata prima di ogni altra storia di Sandman, spiegò le origini della inimicizia di Sogno e Desiderio, e rivelò che prima di ciò Desiderio era il fratello preferito di Sogno. Sogno si innamorò di una mortale, Killalla dei Brillanti, e la portò ad una riunione di stelle (letteralmente le impersonificazioni di vari soli). Mentre si trovavano lì, Killalla incontrò e si innamorò della stella del suo pianeta, abbandonando Sogno. Il ruolo di Desiderio in tutto ciò non fu mai spiegato (eccetto che l'amore è ovviamente una forma di desiderio). Dopo aver introdotto il suo amante a Desiderio quando arrivarono, e lasciando i due da soli, Killalla chiese cosa aveva fatto Desiderio per Sogno perché gli fosse tanto affezionato, ma Desiderio indicò che non aveva fatto assolutamente nulla. Più avanti, tuttavia, quando Sogno incolpò furiosamente Desiderio per l'intera faccenda, Desiderio non si difese, chiese solo a Distruzione "Non ha senso dell'umorismo?" una volta che Sogno se ne andò. Questa storia, ambientata miliardi di anni prima della serie The Sandman, tese a raffigurare i personaggi in una luce completamente diversa, mostrando che anche gli Eterni non erano legati, e il cui comportamento di Desiderio verso Sogno era giocoso più che malizioso durante questo primo incontro.
L'inimicizia tra Sogno e Desiderio continuò nel corso dei millenni, culminando infine nello stupro di Unity Kinkaid da parte di Desiderio e della nascita del figlio dei due, quindi al tentativo di fare uccidere Rose Walker, nipote di Unity, da Sogno che avrebbe causato il suo perseguimento da parte delle Furie senza scrupoli e senza sosta finché non fosse morto per aver versato il sangue della loro famiglia. Quando Sogno scoprì tutto ciò alla fine di The Doll's House, minacciò Desiderio apertamente su cosa gli sarebbe accaduto se avesse di nuovo interferito con la sua vita, dopodiché ci fu una tregua tra i due.
Nella serie TV, Desiderio confida alla sua gemella Disperazione di disprezzare profondamente Morfeo, poiché ritiene che egli si comporti con superiorità nei loro confronti, considerando i sogni e il suo regno superiori a quelli di Desiderio e Disperazione. Questo rivela che gli intrighi e i complotti che compie sono in realtà una vendetta contro Morfeo.

## In altri media
Tori Amos, una nota amica di Neil Gaiman, incluse una canzone intitolata "Sister Named Desire" come lato-b del suo singolo "Talula". La canzone fu registrata per un tribute-album per Gaiman che fu assemblato dal gruppo di produttori della Dancing Ferret da titolo Where's Neil When You Need Him? (chiamato così da una frase della canzone di Amos "Space Dog").